# Karol Bartoszewski
Karol Bartoszewski (23. listopadu 1837 Jarosław – 12. října 1901 Jarosław) byl rakouský politik polské národnosti z Haliče, v 2. polovině 19. století poslanec Říšské rady.

## Biografie
Profesí byl notářem. V letech 1876–1889 byl starostou rodného města Jarosław.
Byl zvolen na Haličský zemský sněm. Ten ho roku 1870 delegoval i do Říšské rady (celostátní parlament, volený nepřímo zemskými sněmy). Opětovně byl zemským sněmem do vídeňského parlamentu vyslán roku 1872 za kurii venkovských obcí. Složil slib 15. ledna 1872, jeho mandát ale byl na základě absence 21. dubna 1873 prohlášen za zaniklý. Uspěl i v prvních přímých volbách do Říšské rady roku 1873, nyní za městskou kurii, obvod Rzeszów, Jarosław atd. Slib složil 11. listopadu 1873. Do Říšské rady se vrátil v doplňovacích volbách roku 1884, opět za městskou kurii Rzeszow, Jarosław. Mandát obhájil ve volbách do Říšské rady roku 1885.